# Konětopy (okres Praha-východ)
Obec Konětopy se nachází v okrese Praha-východ (do roku 2006 v okrese Mělník) ve Středočeském kraji, zhruba 9 km severně od Staré Boleslavi, 12 km západně od Benátek nad Jizerou a 16 km vjv. od Mělníka. Žije zde 345 obyvatel.
Jižně od obce jsou zatopené pískovny, vyhledávaná rekreační oblast.

## Historie
První písemná zmínka o obci pochází z roku 1391.

### Rok 1932
Ve vsi Konětopy (451 obyvatel, poštovna) byly v roce 1932 evidovány tyto živnosti a obchody: družstvo pro rozvod elektrické energie, holič, 2 hostince, knihkupectví, kolář, kovář, krejčí, 4 obchody se smíšeným zbožím, spořitelní a záložní spolek pro Konětopy, studnař, trafika, truhlář, obchod se zvěřinou a drůbeží.

### Vypálení Konětop
V noci ze 7. na 8. května 1945 byla po střetu s českými partyzány obec vypálena ustupujícími německými vojsky.

### Územněsprávní začlenění
Dějiny územněsprávního začleňování zahrnují období od roku 1850 do současnosti. V chronologickém přehledu je uvedena územně administrativní příslušnost obce v roce, kdy ke změně došlo:
- 1850 země česká, kraj Praha, politický okres Karlín, soudní okres Brandýs nad Labem[6]
- 1855 země česká, kraj Praha, soudní okres Brandýs nad Labem[6]
- 1868 země česká, politický okres Karlín, soudní okres Brandýs nad Labem[6]
- 1908 země česká, politický i soudní okres Brandýs nad Labem[7]
- 1939 země česká, Oberlandrat Mělník, politický i soudní okres Brandýs nad Labem[8]
- 1942 země česká, Oberlandrat Praha, politický i soudní okres Brandýs nad Labem[9]
- 1945 země česká, správní i soudní okres Brandýs nad Labem[10]
- 1949 Pražský kraj, okres Brandýs nad Labem[11]
- 1960 Středočeský kraj, okres Mělník[12]
- 2007 Středočeský kraj, okres Praha-východ[13]

## Pamětihodnosti
- Na návsi vysoká zvonice s barokními prvky.
- Krucifix

## Doprava
Dopravní síť
- Pozemní komunikace – Obcí prochází silnice III. třídy. Ve vzdálenosti 4 km je silnice II/331 Nymburk - Lysá n.L. - Stará Boleslav - Záboří - (Mělník).
- Železnice – Železniční trať ani stanice na území obce nejsou. Nejbližší železniční stanicí jsou Dřísy ve vzdálenosti 4 km ležící na trati 072 v úseku z Lysé nad Labem do Mělníka.

Veřejná doprava 2011
- Autobusová doprava – V obci měly zastávku v pracovních dnech března 2011 příměstské autobusové linky Mělník-Všetaty-Hostín (v pracovních dnech 1 spoj), Všetaty-Křenek-Všetaty (v pracovních dnech 1 spoj) a Brandýs n.L.-St. Boleslav-Křenek-Dřísy-Kostelní Hlavno-Mečeříž (v pracovních dnech 13 spojů, o víkendech 5 spojů) (dopravce ČSAD Střední Čechy, a. s.).

## Galerie

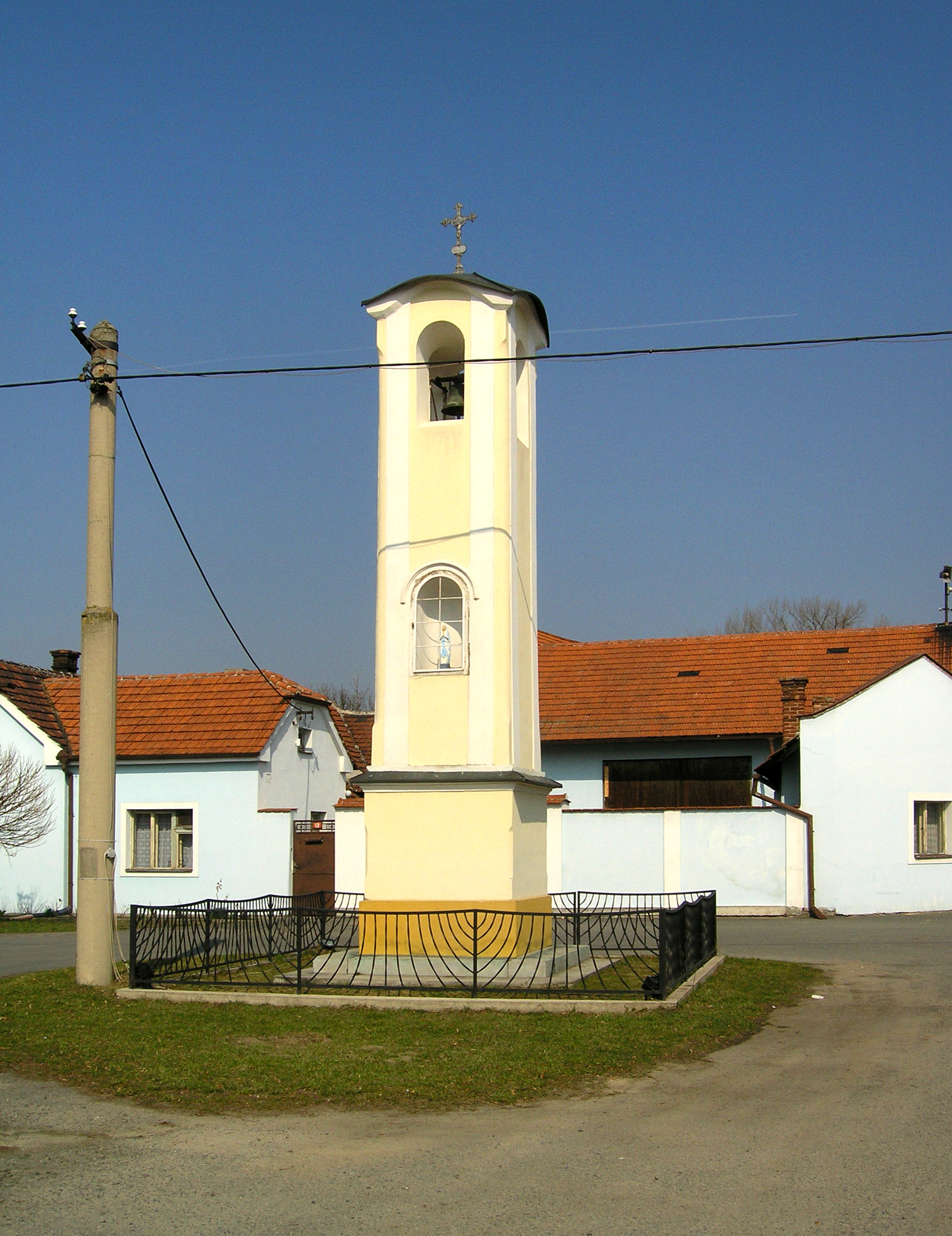
Zvonička na návsi
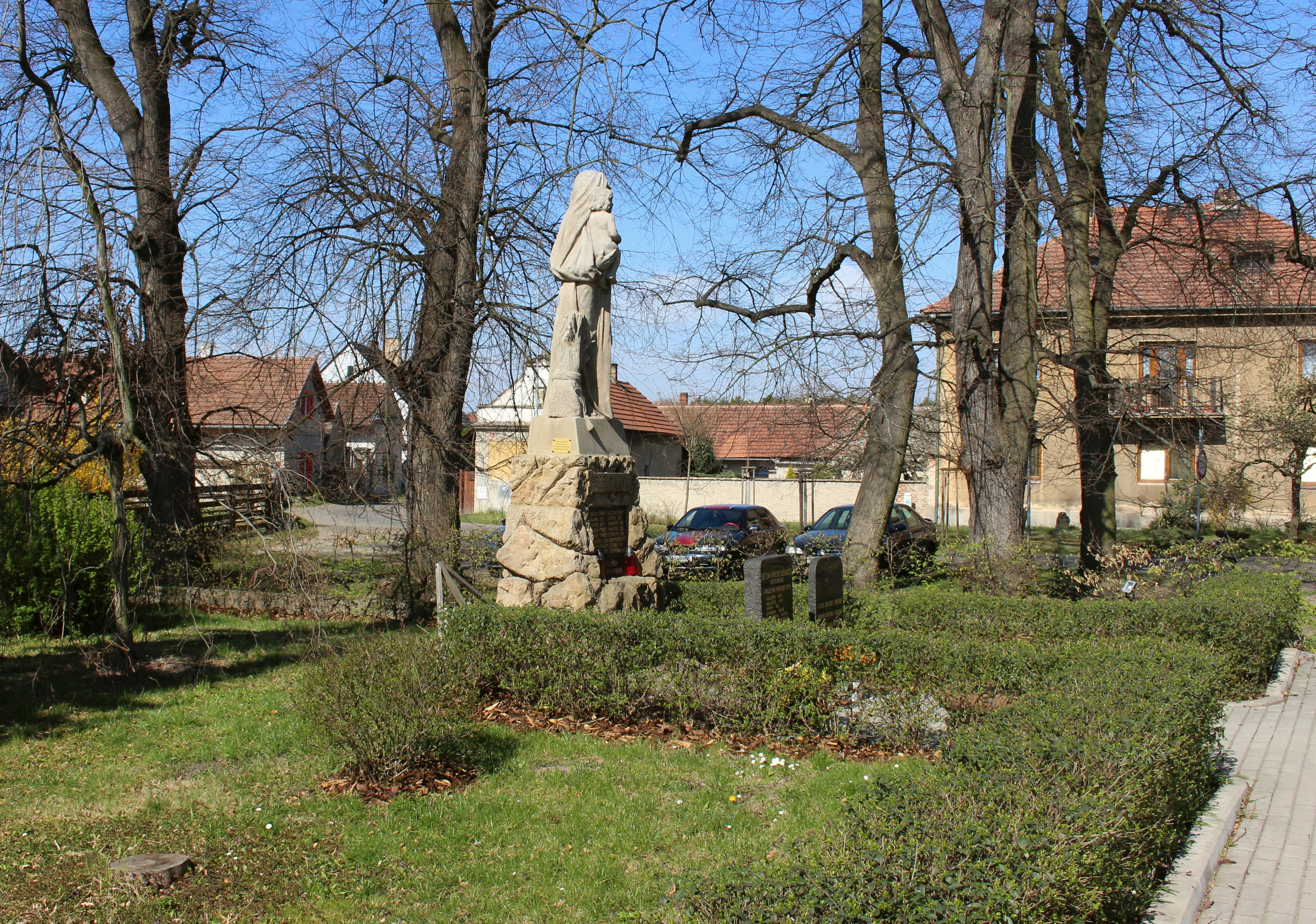
Pomník obětem světových válek
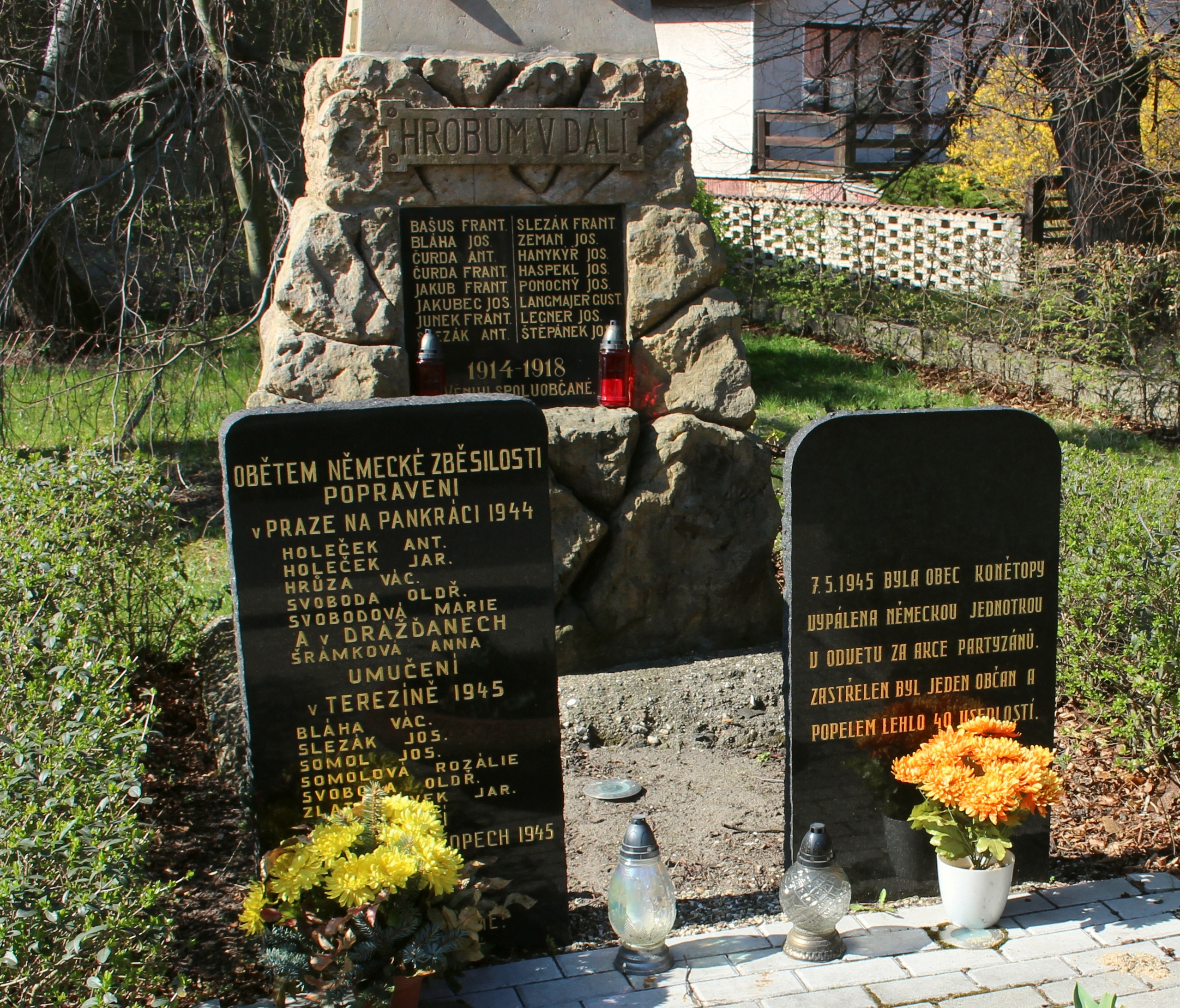
Jména občanů zavražděných během německé okupace
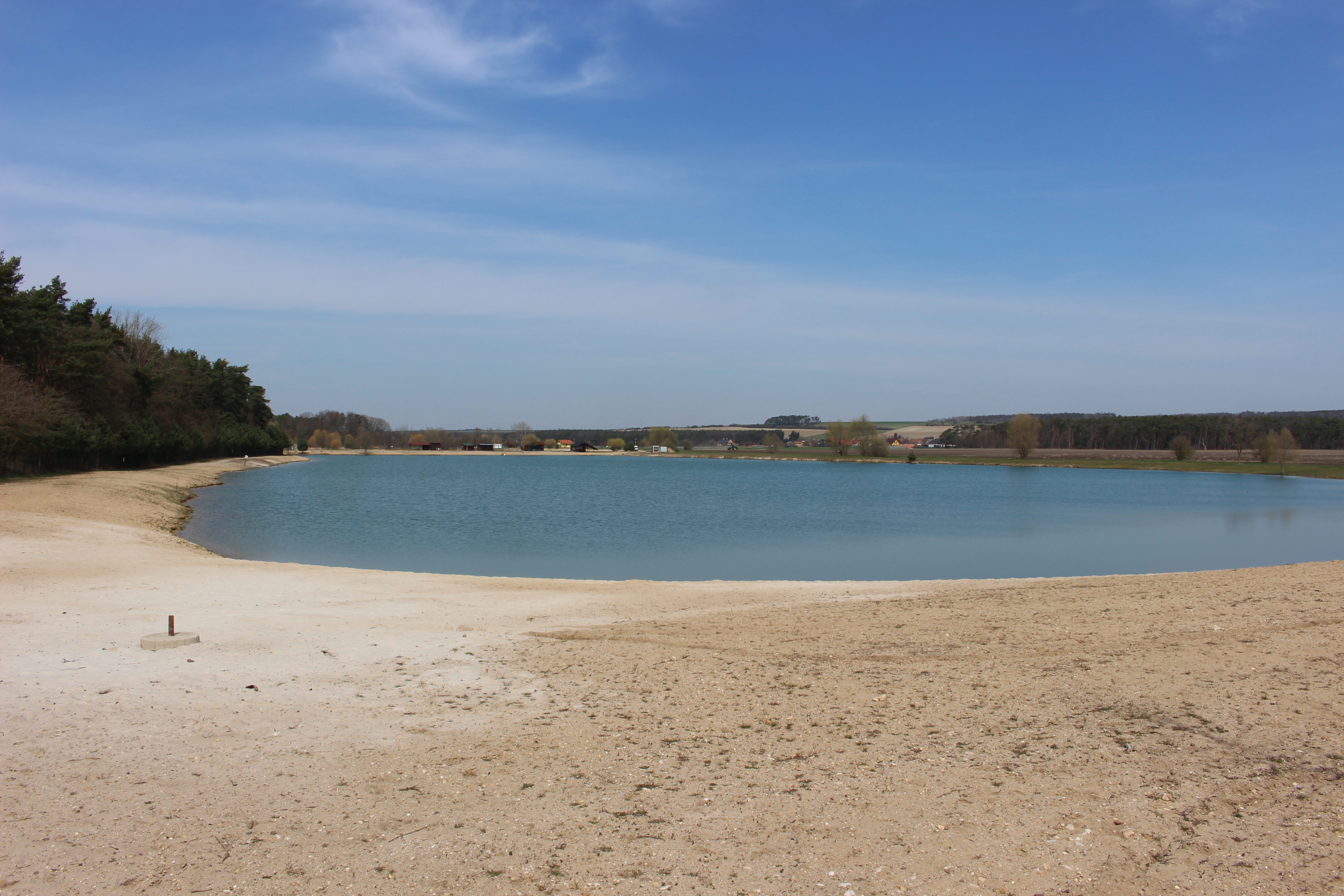
Koupaliště Las Vegas
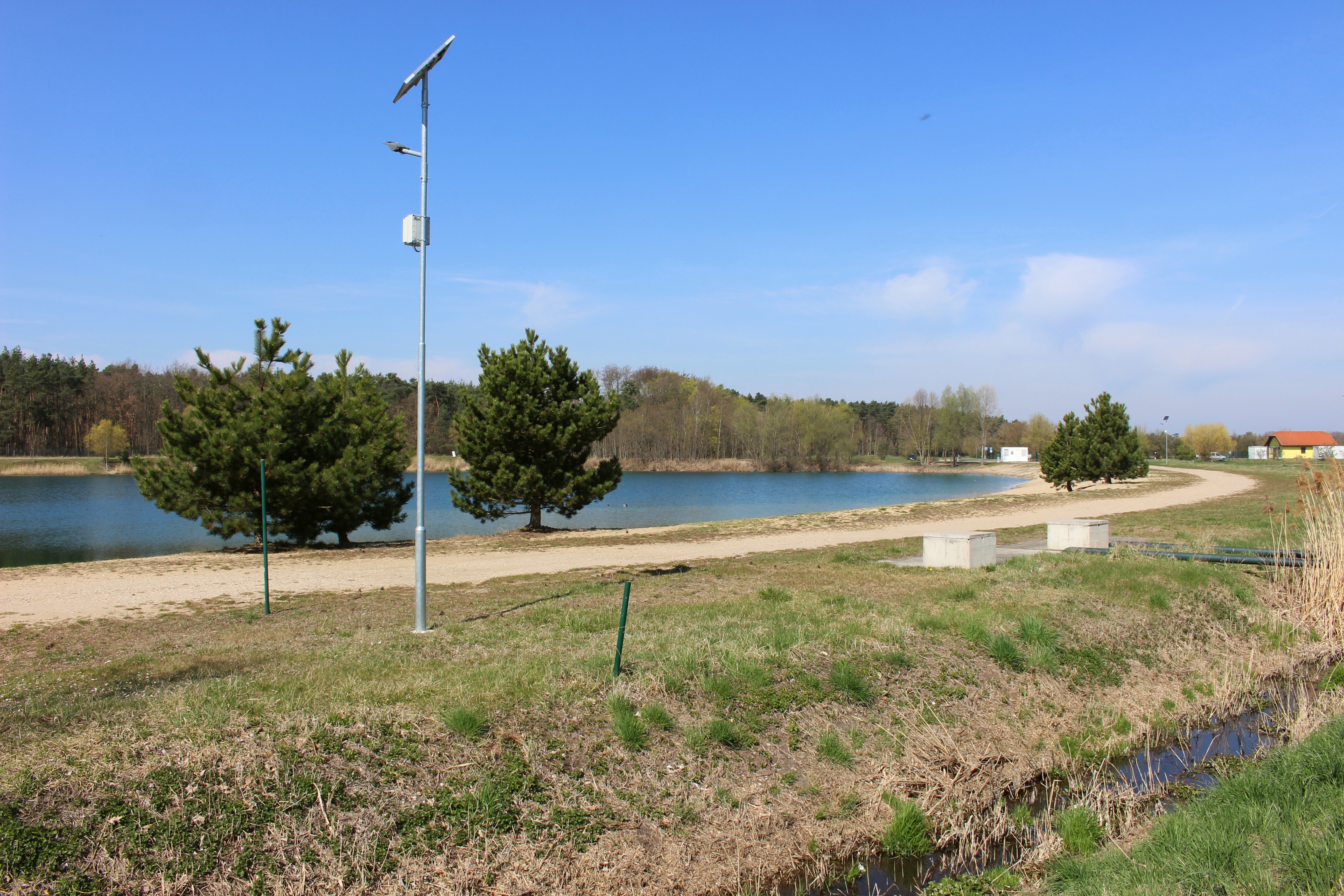
Nová pískovna
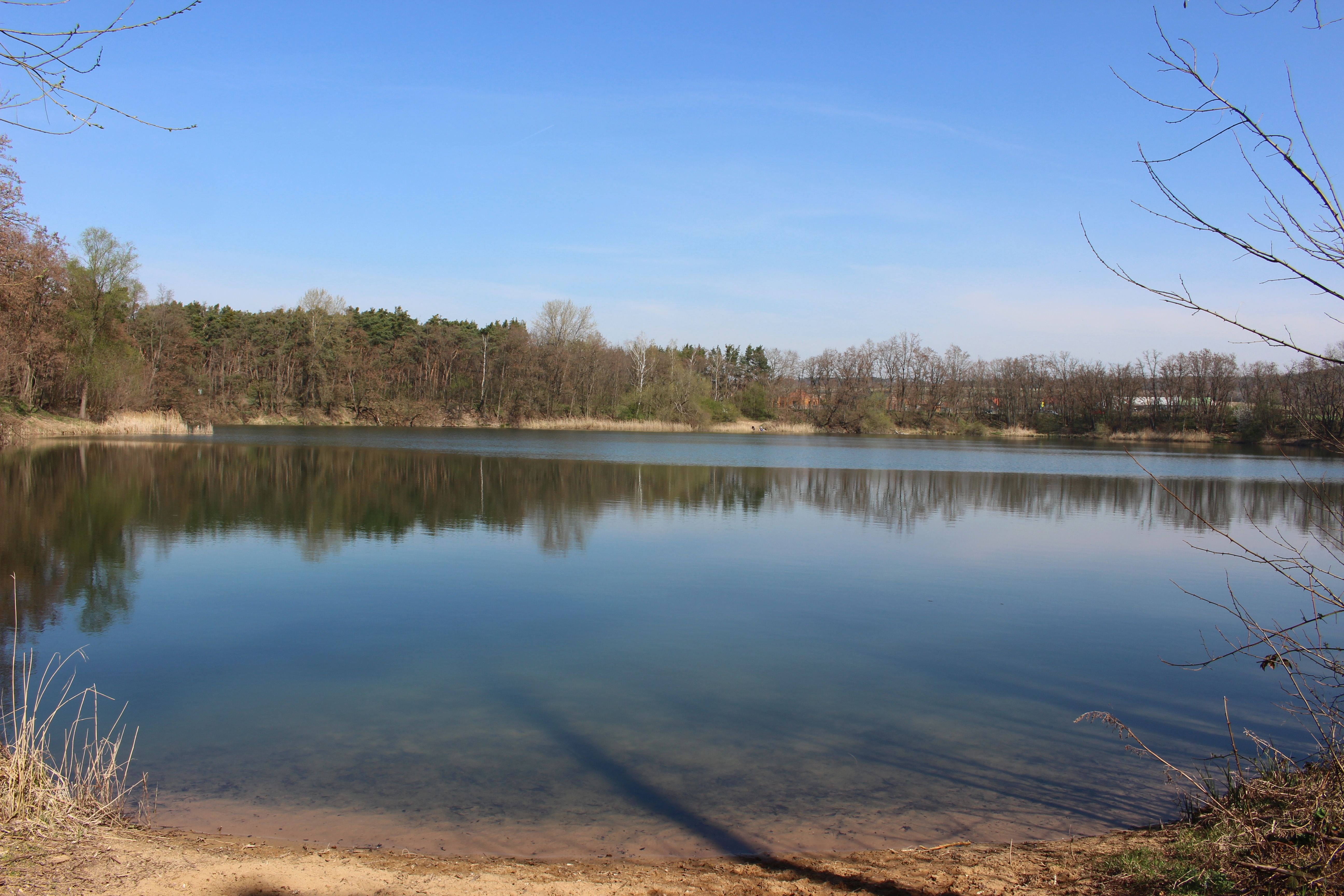
Stará pískovna